# Musée maritime du Columbia
Le musée maritime du Columbia (anglais : Columbia River Maritime Museum) est un musée maritime dédié au fleuve Columbia. Il est situé à environ 16 km au sud-est de l'embouchure du fleuve Columbia à Astoria, aux États-Unis.

## Description
Fondé en 1962, il est le premier musée de l'Oregon à répondre aux normes nationales d'accréditation. Il a une réputation nationale pour la qualité de ses expositions et l'étendue de ses collections et a été le premier musée de l'Oregon à répondre aux normes d'accréditation nationales. Le musée est accrédité par l'American Alliance of Museums. Il s'agit du musée maritime d'État de l'Oregon.
Le musée a ouvert ses portes en août 1963 dans l'ancien hôtel de ville d'Astoria et en 1982, il a déménagé à son emplacement actuel, sur le front de mer. Une rénovation et un agrandissement ont été entrepris en 2001-02.

## Collections
Le musée expose des artéfacts maritimes liés au fleuve Columbia et à la région Nord-Ouest Pacifique. Sa collection dépasse les 30 000 objets, 15 000 photographies et une bibliothèque de recherche de 7 000 volumes.
Parmi ses pièces majeures se trouve :
- le pont de l'USS Knapp (DD-653) (1943-1957),
- le bateau-phare Columbia.

## Galerie

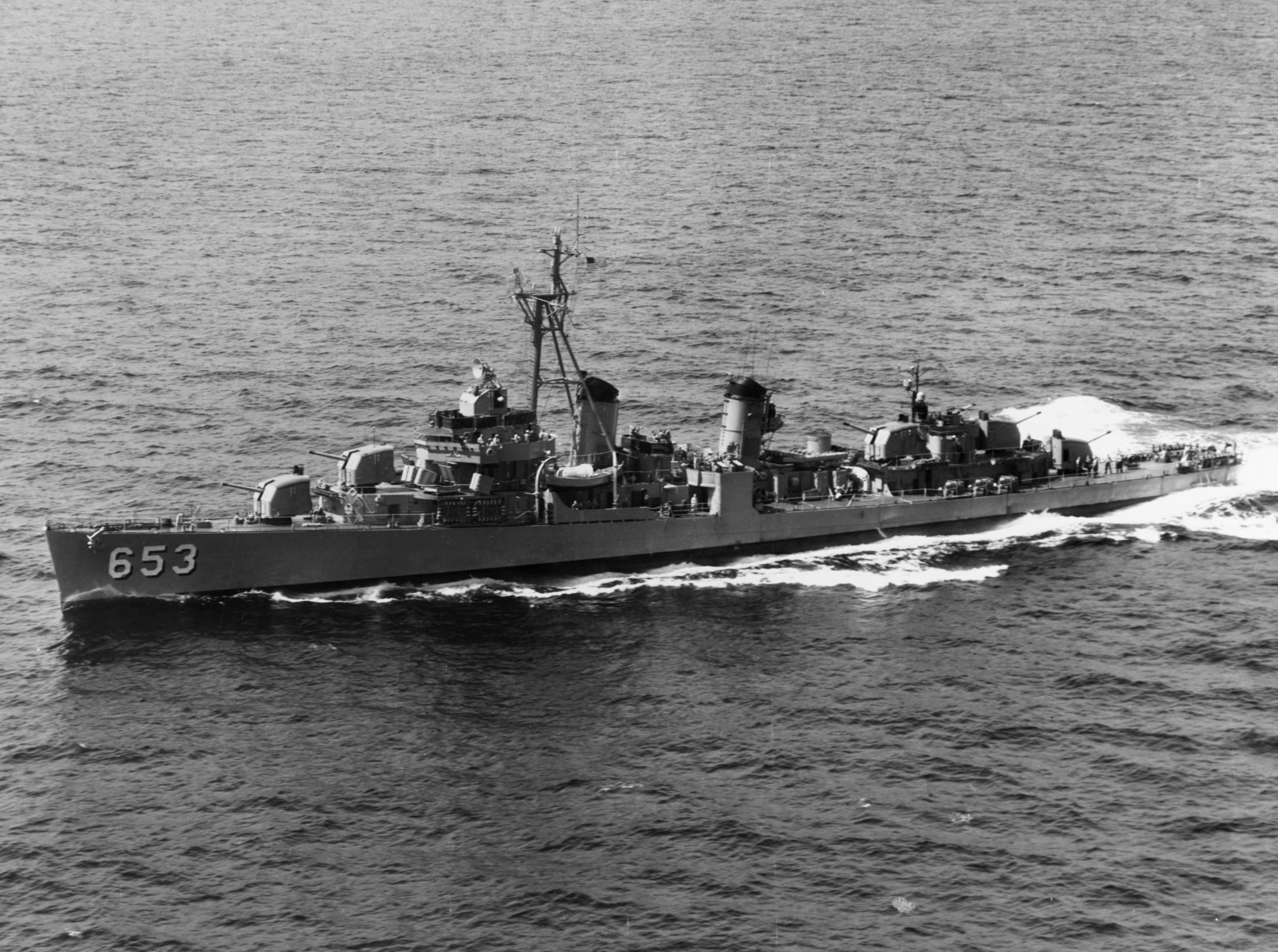
USS Knapp
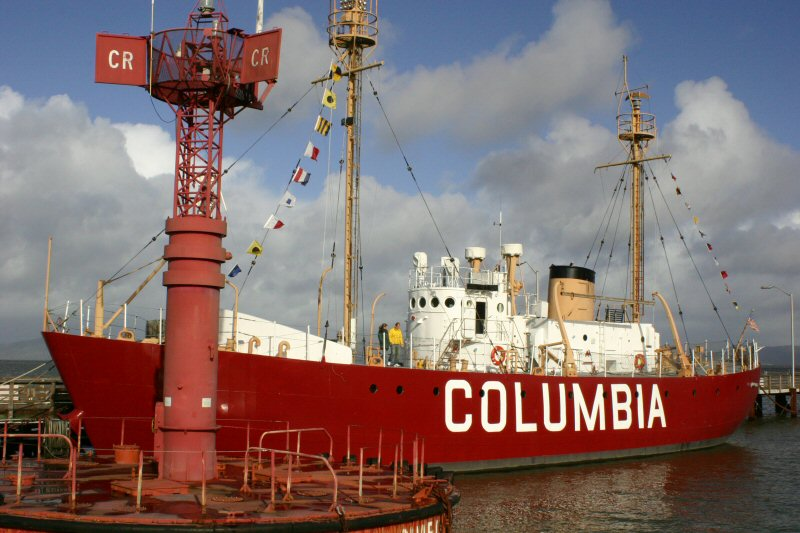
La bateau-phare Columbia